# Roger Cross
Roger Cross (teljes nevén: Roger R. Cross) (Christiana, Jamaica, 1966. október 19. –) kanadai színész, aki népszerű tv-sorozatokban szerepel.

## Élete

### Ifjúkora
A negyedik gyerekként született egy ötgyermekes családban. Még gyermekkorában Kanadába költözött családjával együtt. A Trinity Western Egyetemen tanult. Később Vancouver-be ment színészkedni és tanulni. A városban fel is vették egy híres színitanodába.

### Karrierje
Cross rengeteg sorozatban szerepel. Játszott az X-akták-ban, A 4400-ban, Az elveszett ereklyék fosztogatói-ban, és a Star Trek: Enterprise-ban is.
Leghíresebb szerepe a 24 című sorozat Curtis Manning ügynöke. 2005-ben kezdett a sorozatban játszani és egy terepügynököt játszik, aki jóban van Jack Bauerrel is. A 6. évadban szerepe szerint Jack Bauer öli meg, mivel meg akar gyilkolni egy olyan terroristát, akire még szükség van.
2006 augusztusában szerepelt Oliver Stone World Trade Center című filmjében.
Los Angeles-ben él, van egy fia.